# پوتارو-سیپارونی
پوتارو-سیپارونی (به لاتین: Potaro-Siparuni) یک منطقه در کشور گویان است که در غرب آن واقع شده‌است، مرکز این منطقه شهر ماهدیا است.

## خصوصیات
پوتارو-سیپارونی ۲۰٬۰۵۱ کیلومترمربع مساحت و ۱۰٬۱۹۰ نفر جمعیت دارد.